# Nostromo
Pour les articles homonymes, voir Nostromo (homonymie).
Nostromo est un roman de Joseph Conrad publié en 1904.
Il figure à la 47e place dans la liste des cent meilleurs romans de langue anglaise du XXe siècle établie par la Modern Library en 1998.

## Résumé et analyse
L'action se passe au XIXe siècle dans un pays fictif d'Amérique du Sud, le Costaguana, et principalement dans la ville de Sulaco.
Le cœur de l'intrigue de Nostromo est la mine d'argent de San Tomé dont hérite au début du roman Charles Gould, descendant d'une lignée d'Anglais expatriés au Costaguana. Désireux d'établir un règne de justice et de paix dans un pays troublé par des révolutions continuelles, Charles Gould consacre toute son énergie à la prospérité de la mine. Celle-ci semble garantie par le régime d'un président modéré, Ribiera, plus ou moins institué par Gould lui-même. Mais cette stabilité politique s'effondre avec la tentative de prise de pouvoir par les frères Montero, hommes sans noblesse et brutaux. Après la défaite du parti blanco (parti des notables ralliés à Ribiera) devant Pedro Montero, le pays tombe dans le chaos. Les notables de la ville confient alors le soin de mettre le trésor de la mine en sûreté à Nostromo, marin italien devenu capitaine des cargadores du port (dockers), accompagné de Martin Decoud, fils d'une famille aristocratique. Nostromo et Decoud parviennent à sauver le trésor du naufrage de leur barque et le cachent sur une île, la Grande Isabelle, sous la garde de Decoud. Nostromo, homme loyal et courageux, réalise par la suite le plan de Decoud : solliciter l'aide d'un général, Barrios, pour reconquérir Sulaco occupée par les partisans de Montero et proclamer l'indépendance de Sulaco. Des années plus tard, nous retrouvons Sulaco, prospère et stable. C'est alors un second roman qui commence, centré sur la personnalité de Nostromo. Après le suicide de Decoud – dont le pessimisme n'a pas résisté à l'épreuve de la solitude sur la Grande Isabelle – Nostromo s'est emparé de l'argent de la mine. Esclave de son trésor, incapable de réaliser son amour pour une jeune fille, Gisèle, à la sœur de laquelle il est fiancé, Nostromo meurt, tué par leur père qui dans la nuit l'a confondu avec un prétendant indésirable.
Résumer Nostromo est une gageure. D'une part, parce que le roman se déploie comme une toile d'araignée (à la façon de Lord Jim), faite de prolepses, d'analepses, de changements de registres (dialogues, biographies de personnages, récit...). Conrad met en scène un monde total, extrêmement réaliste, et fait vivre toute une galerie de personnages. Même si l'essentiel du roman est consacré à la révolution du Costaguana, l'intrigue est loin d'être linéaire. Le suspense qui intervient d'ailleurs dans la troisième partie (la mine sera-t-elle sauvée ? le trésor sera-t-il retrouvé ?) est brusquement liquidé par Conrad au moyen d'un personnage, Mitchell, qui fait le récit de la défaite de Montero et du triomphe des intérêts matériels de la mine en quelques pages... 
À mesure que l'importance de l'intrigue décroît, la tonalité générale du roman s'affirme et s'amplifie, sous la forme d'un pessimisme radical. Charles Gould l'entreprenant, devenu esclave de sa mine et des intérêts financiers dont il est le serviteur. Sa femme, l'angélique Emily, délaissée. Nostromo, homme valeureux mais plein de vanité, détruit dans l'essence de ses qualités par le trésor qu'il confisque. Linda, la fiancée qu'il a trahie, vouée au délaissement. Decoud, dont le scepticisme brillant mais sans force d'âme le pousse au suicide. Tous les personnages de Nostromo illustrent un pessimisme radical : inanité de l'action, qui dévie de son but originel, solitude des êtres, manque de force de l'intelligence humaine, impossibilité pour l'homme de s'en remettre complètement à sa force intérieure, persistance de buts chimériques qui enlèvent à l'homme sa sérénité... Ces personnages brisés proclament le triomphe de puissances sans visage : le destin, qui fait des hommes les simples rouages d'un plan inintelligible, l'argent (véritable moteur de l'idéal du progrès), qui pilote à distance la destinée du Costaguana. Nostromo est une grande œuvre sombre sur la condition humaine.

## Liste des personnages

### Européens
- Nostromo (Gian' Battista, Capataz des Cargadores, capitaine Fidanza) : personnage central de l'intrigue. Bras droit inestimable du Capitaine Mitchell. Héros populaire.

- Capitaine Joseph Mitchell : une des voix du récit, même si sa connaissance des hommes et de l'histoire de Sulaco est bien moins complète qu'il ne le croit.

- Charles Gould (don Carlos, El señor administrador, El Rey de Sulaco) : propriétaire de la mine.

- Emilia Gould : épouse de Charles.

- Henry Gould (don Enrique) : oncle de Charles. Chef de la province de Sulaco. Fut fusillé par des soldats sous le régime de Guzman Bento.

- Harry Gould : père de Charles. Premier propriétaire de la mine de San Tomé.

- Dr Monygham : médecin-chef de la mine de San Tomé, puis inspecteur des hôpitaux de l'état. Grand admirateur de Emilia.

- Martin Decoud : Français d'origine costaguanéenne. Revient de Paris avec des munitions pour le parti Blanco. Souhaite proclamer Sulaco République Indépendante.

- Giorgio Viola (Garibaldino) : vieil idéaliste Italien habitant entre la ville et le port de Sulaco. Protégé de Mme Gould. Futur gardien du phare avec ses filles.

- Teresa Viola : son épouse.

- Linda Viola : leur fille ainée. Brune.

- Giselle Viola : leur fille cadette. Blonde.

- Sir John : président du conseil d'administration de la Compagnie des Chemins de Fer. Fait le voyage à Sulaco depuis Londres.

- Ingénieur en chef de la Compagnie des chemins de fer.

- Hirsch : marchand de peaux. Juif originaire de Hambourg, résidant à Esméralda.

### Nord-Américain
- Holroyd : milliardaire de San Francisco. Financier de la mine.

### Sud-Américains

#### Ribieristes
- don Vincente Ribiera (Excellentissimo señor, Gouverneur légal, Premier magistrat) : président-dictateur porté au pouvoir par les Européens et le parti Blanco. Premier civil nommé chef d'État dans l'histoire de Sulaco. Fuit la capitale au moment des troubles et rejoint Sulaco sur une mule boiteuse.

- don José Avellanos : auteur de Histoire de 50 ans d'abus. Un des survivants du règne de Guzman Bento le dictateur. Veuf. Oncle maternel de Gould.

- Antonia Avellanos : fille de don José. Soupirante de Martin Decoud.

- Monseigneur Corbelan : frère de don José, défenseur de Hernandez

- Pablo Barrios : général des troupes ribieristes.

- Moraga : représentant de la mine dans la capitale, Santa Marta.

- Hernandez : chef des bandits, puis ministre de la guerre.

- don Juste Lopez : président de l'assemblée provinciale de Sulaco.

#### Montéristes
- Pedro Montero : dictateur.

- Pedrito Montero : frère du dictateur.

- Fuentes : conseiller de Pedrito, chef de la police.

- Gamacho : commandant de la garde nationale de Sulaco.

- Sotillo : officier de la garnison d'Esmeralda. Envahit le port de Sulaco. Bourreau de Hirsch, le commerçant.

### Divers
- Guzman Bento : ancien tyran du Costaguana.

- Père Beron : chapelain de l'armée de Guzman Bento et bourreau du Dr Monygham.

- Père Roman : aumônier de la mine de San Tomé.

- Basilio : serviteur des Gould. Époux de Leonarda.

- Leonarda : servante de Emilia Gould.

- Ignacio : cocher de Don Carlos.

- Bonifacio : muletier.

- don Pépé : contremaître de la mine de San Tomé (el Señor Gobernador).

- Ramirez : soupirant de Giselle Viola.

## Éditions
- Joseph Conrad, Nostromo, texte présenté, traduit et annoté par Paul Le Moal, Gallimard, Paris, 1985 & 1992
- Joseph Conrad, Nostromo, par Paul Le Moal, Gallimard, Folio classique n°2407, 556 pages  (ISBN 978-2-07-03-8565-2)

## Adaptations
Pendant les années 1980, le réalisateur anglais David Lean a longuement travaillé sur une adaptation de Nostromo. Steven Spielberg fut un temps associé au projet, tout comme le producteur Serge Silberman et les scénaristes Christopher Hampton et Robert Bolt. Marlon Brando, Paul Scofield, Peter O'Toole, Isabella Rossellini, Christophe Lambert, Dennis Quaid et avec le rôle-titre Georges Corraface, auraient dû tourner dans ce film. Lean est mort en avril 1991, avant que le tournage ne débute.  
En 1995, Nostromo est finalement adapté pour la télévision. La série est réalisée par Alastair Reid. Le rôle-titre est tenu par Claudio Amendola. La distribution comprend également Albert Finney, Colin Firth, Lothaire Bluteau et Claudia Cardinale.

## Hommage
Dans le film Alien, le huitième passager (1979) de Ridley Scott, le vaisseau spatial est nommé Nostromo. Dans la suite Aliens, le retour (1986) de James Cameron, le vaisseau est cette fois nommé Sulaco, la ville du roman. Dans le midquel Alien: Romulus (2024) de Fede Álvarez, le vaisseau est cette-fois nommé Corbelan, un prêtre catholique du roman.